# ماكس ليرشر

ماكس ليرشر (بالألمانية: Max Lercher)‏ (و. 1986  م) هو سياسي، ومدير عام نمساوي، هو عضوٌ الحزب الديمقراطي الاجتماعي النمساوي.

## مناصب
تولى منصب عضو المجلس الوطني للنمسا (منذ 23 أكتوبر 2019)
- عضو في برلمان ولاية ستيريا ‏ (2010–2018)[2]

.

## التعليم
تعلم في جامعة فيينا
.